# Coenotephria achromaria
Coenotephria achromaria là một loài bướm đêm trong họ Geometridae.